# Idli
El Idli (denominado también Idly) es una preparación elaborada a base de lenteja negra descascarillada y fermentada, y arroz, que se emplea frecuentemente como alimento para el desayuno. La textura de los Idly es similar a la de los crêpes en los que la pasta se elabora a base de pasta de legumbres.